# 24. октобар
24. октобар (24.10.) је 297. дан у години по грегоријанском календару (298. у преступној години). До краја године има још 68 дана.

## Догађаји
- 1360 — Енглески краљ Едвард III и француски краљ Жан II Добри, потписали су у Калеу споразум којим је окончана прва фаза Стогодишњег рата.
- 1648 — Минстерским миром су окончани Тридесетогодишњи рат и Холандска револуција и званично су признате Низоземска република и Швајцарска конфедерација за независне државе. Мировним уговором потврђена су начела Аугзбуршког верског мира (1555) о равноправности римокатолика и протестаната и осујећена намера римско-немачког царства и папе за хегемонијом у Европи.
- 1789 — Почела је Брабантска револуција инвазијом Аустријске Низоземске емигрантском војском из Низоземске републике.
- 1795 — Пруска, Аустрија и Русија извршиле су трећу поделу Пољске, која је престала да постоји као независна држава.
- 1882 — Немачки бактериолог Роберт Кох открио је бактерију која изазива туберкулозу, касније названу „Кохов бацил“.
- 1912 — Српска војска је победила турску војску у Кумановској бици у Првом балканском рату.
- 1917 — Почела је битка код Кобарида у Првом светском рату у којој су Немци и Аустријанци нанели тежак пораз италијанској војсци и натерали је у бекство.
- 1922 — Ирски парламент прихватио је устав по којем је држава добила назив Слободна Ирска Држава. Устав је формално ступио на снагу у децембру.
- 1939 — Нацисти су у Немачкој наредили Јеврејима да носе Давидову звезду.
- 1944 — Амерички авиони су у Другом светском рату током велике ваздушно-поморске битке у филипинском заливу Лејте потопили јапански бојни брод „Мусаши“, један од највећих у свету.
- 1945 — Ступила је на снагу Повеља УН, коју је у јуну 1945. потписала 51 земља оснивач Уједињених нација.
- 1960 — Прототип совјетске интерконтиненталне балистичке ракете Р-16 је експлодирао на лансирној платформи на космодрому Бајконур, усмртивши најмање 90 особа.
- 1964 — Британска афричка колонија Северна Родезија стекла је независност под називом Република Замбија, са председником Кенетом Каундом.
- 1970 — Кандидат левице Салвадор Аљенде изабран је за председника Чилеа. Убијен је у септембру 1973. у државном удару официрске хунте коју је предводио Аугусто Пиноче.
- 1980 — Пољске власти су легализовале независни раднички синдикат „Солидарност“.
- 1991 — У Сарајеву је конституисана прва Скупштина српског народа у БиХ, а за првог председника изабран је Момчило Крајишник. Скупштина је усвојила Декларацију о праву српског народа на самоопредељење.
- 2000 — Скупштина Србије изабрала је прелазну техничку владу Србије која ће до ванредних парламентарних избора 23. децембра обезбедити функционисање земље. Владу су формирали Демократска опозиција Србије, Српски покрет обнове и Социјалистичка партија Србије.
- 2001 — У нападу америчких снага на Кабул, убијена су 22 члана пакистанског милитаристичког покрета Харакат-ул-Муџахедини, који су се борили против индијске власти у Кашмиру.
- 2002 — У Републици Српској смењено је и ухапшено више одговорних лица због афере о извозу оружја и војне опреме Ираку, који је под санкцијама УН. У аферу су умешане Ваздухопловни завод „Орао“ из Бијељине и предузеће „Југоимпорт-СДПР“ из Београда, чији је директор Јован Чековић смењен.
- 2003 — Конкорд (суперсонични путнички авион) је повучен из саобраћаја, а последњи лет уопште био је 26. новембра исте године.
- 2020 — 
  - Срушио се авион америчке морнарице у Алабами, и два пилота су погинула.
  - У самоубилачком бомбашком нападу на образовни центар у Кабулу, убијено је 18 особа, а 57 је рањено.

## Рођења
- 51 — Домицијан, римски цар. (прем. 96)[1]
- 1503 — Изабела Авиз, шпанска краљица. (прем. 1539)[2]
- 1632 — Антони ван Левенхук, холандски научник. (прем. 1723).
- 1804 — Вилхелм Едуард Вебер, немачки физичар. (прем. 1891)
- 1885 — Џејмс С. Шерман, амерички политичар. (прем. 1912)
- 1887 — Октав Лапиз, француски бициклиста. (прем. 1917)
- 1889 — Мустафа Голубић, генерал НКВД-а, атентатор. (прем. 1941)
- 1891 — Рафаел Леонидас Трухиљо, доминикански политичар (прем. 1961)
- 1898 — Пенг Дехуај, кинески војни лидер и политичар. (прем. 1974)
- 1927 — Жилбер Беко. француски музичар и глумац. (прем. 2001)
- 1927 — Жан Клод Паскал, француски глумац и певач. (прем. 1992)
- 1930 — Јохан Галтунг, норвешки социолог и математичар. (прем. 2024)
- 1932 — Пјер-Жил де Жен, француски физичар, добитник Нобелове награде за физику (1991). (прем. 2007)
- 1936 — Бил Вајман, енглески музичар, најпознатији као басиста групе The Rolling Stones.
- 1939 — Ф. Мари Ејбрахам, амерички глумац.
- 1942 — Фернандо Ваљехо, колумбијски писац, филмски стваралац и сценариста.
- 1947 — Кевин Клајн, амерички глумац, комичар и певач.[3]
- 1947 — Борислав Џаковић, српски кошаркаш и кошаркашки тренер. (прем. 2019)
- 1953 — Бранко Милановић, српски економиста.
- 1954 — Малком Тернбул, аустралијски политичар.[4]
- 1966 — Роман Абрамович, руски милијардер, предузетник, инвеститор и политичар.
- 1972 — Катарина Жутић, српска глумица.
- 1973 — Венсан Кандела, француски фудбалер.
- 1973 — Џеф Вилсон, новозеландски рагбиста.
- 1976 — Петар Стојчев, бугарски пливач.
- 1978 — Мајер Четмен, амерички кошаркаш.
- 1978 — Саша Шестић, аустралијски бармен и бивши рукометаш.
- 1980 — Моника Арнолд, америчка музичарка, глумица и предузетница.
- 1981 — Кристофер Букер, амерички кошаркаш.
- 1984 — Антон Гавел, словачко-немачки кошаркаш.
- 1985 — Вејн Руни, енглески фудбалер.
- 1985 — Александар Радојичић, српски глумац.
- 1986 — Дрејк, канадски музичар и глумац.
- 1989 — Огњен Врањеш, босанскохерцеговачки фудбалер.
- 1990 — Никола Вучевић, црногорски кошаркаш.
- 1991 — Бојан Дубљевић, црногорски кошаркаш.
- 1992 — Урош Ћосић, српски фудбалер.
- 1994 — Мигел Араухо, перуански фудбалер.
- 1994 — Андрија Луковић, српски фудбалер.
- 1999 — Лазар Шаренац, српски фудбалер.

## Смрти
- 996 — Иго Капет, француски краљ (рођ. 938)
- 1260 — Кутуз, мамелучки султан Египта.
- 1375 — Валдемар IV Дански, краљ Данске. (рођ. 1320)
- 1537 — Џејн Симор, краљица Енглеске, трећа супруга Хенрија VIII. (рођ. 1508)[5]
- 1601 — Тихо Брахе, дански астроном. (рођ. 1546).
- 1725 — Алесандро Скарлати, италијански композитор. (рођ. 1660)
- 1907 — Пера Тодоровић, српски новинар, писац и политичар. (рођ. 1852)
- 1945 — Видкун Квислинг норвешки политичар и државник. (рођ. 1887)
- 1948 — Франц Лехар, аустријски композитор мађарског порекла. (рођ. 1870)
- 1958 — Џорџ Едвард Мур, енглески филозоф и професор. (рођ. 1873)
- 1959 — Ђорђе Нешић, офталмолог, оснивач Очне клинике у Београду. (рођ. 1873)
- 1961 — Милан Стојадиновић, српски политичар, правник, економиста и професор. (рођ. 1888)
- 1976 — Давид Ојстрах, совјетски виолиниста. (рођ. 1908)
- 1976 — Георгије Острогорски, историчар. (рођ. 1902)
- 1994 — Раул Хулија, порторикански глумац. (рођ. 1940)
- 1997 — Зоран Тодоровић Кундак, српски политичар. (рођ. 1959)
- 2001 — Јаромил Јиреш, чешки режисер и сценариста. (рођ. 1935)
- 2005 — Роза Паркс, афроамеричка активисткиња за људска права и кројачица. (рођ. 1913)[6]
- 2011 — Џон Макарти, амерички научник. (рођ. 1927)
- 2015 — Морин О’Хара, ирска глумица и певачица. (рођ. 1920)
- 2017 — Фетс Домино, амерички пијаниста и кантаутор. (рођ. 1928)

## Празници и дани сећања
- Српска православна црква данас прославља
  - Свети апостол Филип
  - Свети Теофан Начертани